# Henry Wyndham (2e baron Leconfield)
Henry Wyndham, 2e baron Leconfield (31 juillet 1830 - 6 janvier 1901), est un pair britannique et député conservateur.

## Biographie
Descendant direct de John Wyndham (1558-1645) (en), il est le fils aîné de George Wyndham (1er baron Leconfield) et de Mary Fanny Blunt. Son père est le fils naturel le plus âgé et l'héritier adoptif de George O'Brien Wyndham, 3e comte d'Egremont, et hérite des domaines d'Egremont à la mort de son cousin le quatrième comte d'Egremont en 1845. George Wyndham (1863-1913) est son neveu.
Il fait ses études au Collège d'Eton et Christ Church, Oxford, et après avoir quitté l'université, il rejoint les 1st Life Guards dont il se retire avec le grade de capitaine.
Il est élu à la Chambre des communes pour le West Sussex en 1854, un siège qu'il occupe jusqu'à ce qu'il succède à son père comme deuxième baron en 1869 et entre à la Chambre des lords. Il est juge de paix et lieutenant adjoint pour le Sussex, et vice-président et échevin de la division ouest du Conseil du comté de Sussex.
Lord Leconfield épouse Constance Primrose, fille d'Archibald Primrose (Lord Dalmeny), et sœur du Premier ministre Archibald Primrose (5e comte de Rosebery), en 1867. Ils ont six fils et trois filles. Son fils aîné, George O'Bryen Wyndham est décédé avant son père en 1895. Un de ses fils, William Reginald Wyndham, est tué sur le front occidental en 1914 et est enterré au cimetière de la Commission des sépultures de guerre du Commonwealth de Zillebeke Churchyard en Belgique.
Lord Leconfield est décédé le 6 janvier 1901 à sa résidence de ville de Chesterfield-Gardens, à l'âge de 70 ans, et son fils Charles Wyndham (3e baron Leconfield) lui succède. Lady Leconfield est décédée en 1939. Sa fille Maud Evelyn Wyndham est la mère de Henry Vincent Yorke, mieux connu sous le nom de romancier d'Henry Green.